# 27 d'abril
El 27 d'abril és el cent dissetè dia de l'any del calendari gregorià i el cent divuitè en els anys de traspàs. Queden 248 dies per finalitzar l'any.

## Esdeveniments
Països Catalans
- 1925, Barcelona: S'inaugura la nova seu dels grans Magatzems El Águila a la cantonada del carrer de Pelai i la plaça de la Universitat.[1]
- 1947, Monestir de Montserrat, Monistrol de Montserrat, Bages: aprofitant la festa d'entronització de la Mare de Déu, s'hi fa una gran manifestació catalanista que la dictadura no pot aturar.
- 1975, Barcelona: Es produeix un accident mortal durant la celebració del Gran Premi d'Espanya, que suposa el final de la fórmula 1 al circuit de Montjuïc.[2]
- 1984, Barcelona: surt de la cadena de muntatge de la Seat a la Zona Franca el primer model de cotxe Seat Ibiza.[cal citació]

Resta del món
- 711, Gibraltar, Regne Unit: Tàriq ibn Ziyad i Mussa ibn Nussayr hi desembarquen amb un exèrcit amazic i hi comencen la conquesta omeia d'Hispània.
- 1565, Filipines: fundació del primer assentament castellà a les illes, Cebú.
- 1810: Ludwig van Beethoven compon la peça per a piano Per a Elisa.
- 1848, París (França)ː S'aboleix definitivament l'esclavitud a França.[3]
- 1866, París (França): s'estrena l'òpera Roméo et Juliette, de Charles Gounod amb llibret de Jules Barbier i Michel Carré, al Théâtre Lyrique.
- 1908, Londres, Regne Unit: inauguració dels Jocs Olímpics d'Estiu 1908.[4]
- 1917: Finlàndia proclama la seva independència.
- 1945, Àustria: proclamació de la II República i independència del Tercer Reich.
- 1950, Regne Unit: reconeixement de l'Estat d'Israel.
- 1956, EUA: es retira, invicte, el boxador Rocky Marciano, campió dels pesos pesants.[5]
- 1960, Togo: s'aconsegueix la independència respecte a França.[6]
- 1961, Sierra Leone: s'aconsegueix la independència respecte al Regne Unit.[7]
- 1978, Afganistan: Revolució de Saur, va ser una revolució comunista dirigida pel Partit Democràtic Popular de l'Afganistan contra el mandat del president Muhammad Dawud Khan.[8]
- 1981, EUA: Xerox presenta el Xerox Star, el primer ordinador comercial que incorpora ratolí i interfície gràfica.[9]
- 1994, Sud-àfrica: després de mig segle de racisme institucionalitzat (apartheid), Nelson Mandela hi guanya les primeres eleccions en què poden participar tots els ciutadans, amb independència dels seus trets racials.
- 2018, Cimera coreana de 2018
- 2020, Catalunya: Inici de les emissions en proves de Tevecat.

## Naixements
Països Catalans
- 1813 - Xàtiva: Vicent Boix i Ricarte, poeta, polític i historiador valencià (m. 1880).[10]
- 1900 - Barcelona: Carme Ballester i Llasat, activista pels drets de les dones, republicana, d'esquerres, independentista i la segona esposa del president Lluís Companys (m. 1972).[11]
- 1947 - Palma: Maria del Mar Bonet, cantant mallorquina.[12]
- 1964 - Barcelona: Elisenda Pucurull i Caldentey, atleta i maratoniana catalana.[13]
- 1982: 
  - Barcelona: Agnès Russiñol i Amat, politòloga, periodista i política catalana, ha estat diputada al Parlament de Catalunya.
  - Barcelona: Jordi Codina, porter català.
- 1986 - Castelló de la Plana: Cristina Cabedo Laborda, advocada i política, ha estat diputada a les Corts Valencianes.
- 1987 - Vic: Mònica Gimeno i Coma, patinadora catalana, ha estat campiona de Catalunya, Espanya i Europa en diverses categories.

Resta del món
- 1618, Perigús, Nova Aquitània (França): Adrien Greslon, jesuïta francès, missioner al Canadà i a la Xina (m. 1697).[14]
- 1635, Zhili -actual Hubei, (Xina): Yan Yuan (en xinès 颜元; pinyin Yán Yuán) també anomenat Xizhai(en xinès 习斋; pinyin Xízhāi), erudit xinès, escriptor, historiador, filòsof i pedagog de la dinastia Qing (m. 1704).[15]
- 1650, Kassel (Alemanya): Carlota Amàlia de Hessen-Kassel, noble alemanya que esdevingué reina de Dinamarca i Noruega (m. 1714).

- 1759, Londres, Gran Bretanya: Mary Wollstonecraft, escriptora i assagista, pionera del feminisme (m. 1797).[16]
- 1791, Charlestown, Massachusetts, EUA: Samuel Morse, inventor estatunidenc (m. 1872).[17]
- 1806, Palerm, Regne de les Dues Sicílies: Maria Cristina de Borbó-Dues Sicílies, reina consort d'Espanya i regent (m. 1878).[18]
- 1812, Teutendorf (Alemanya): Friedrich von Flotow, compositor alemany. Especialment recordat per la seua òpera Martha (m. 1883).[19]
- 1820, Derby, Gran Bretanya: Herbert Spencer, filòsof i psicòleg anglès (m. 1903).[20]
- 1822, Point Pleasant, Ohio, EUA: Ulysses S. Grant, 18è President dels Estats Units (m. 1885).[21]
- 1856, Pequín (Xina): Emperador Tongzhi, vuitè emperador de la dinastia Qing (m. 1875).[22]
- 1867, Bucarest: Sarmiza Bilcescu,primera dona a exercir l'advocacia al seu país i a obtenir un doctorat en dret en el món (m. 1935).
- 1893, Ivanjica, Regne de Sèrbia: Draža Mihajlović, cap dels txètniks (m. 1946).[23]
- 1922, Worcester, Worcestershire: Sheila Scott, aviadora anglesa que va batre més de 100 rècords d'aviació (m. 1988).[24]
- 1927, 
  - Marion, Alabama: Coretta Scott King, escriptora i activista estatunidenca, reconeguda líder de la comunitat negra, esposa de Martin Luther King (m. 2006).[25]
  - Basilea (Suïssa): Karl Alexander Müller, físic suís, Premi Nobel de Física de l'any 1987.[26]
- 1932, París, França: Anouk Aimée, actriu francesa.
- 1937, Pequín (Xina): Zhang Jie, escriptora xinesa, Premi Mao Dun de Literatura dels anys 1985 i 2005.[27]
- 1945: Robert Cialdini, psicòleg i escriptor estatunidenc.
- 1948, Weehawken, Nova Jersey (EUA): Kate Pierson, una de les cantants principals i membre fundadora de The B-52's.
- 1952, Tuupovaara, (Finlàndia): Ari Vatanen, ex corredor de ral·lis i polític.[28]
- 1959, Palo Alto, Califòrnia (EUA): Andrew Fire, patòleg i genetista nord-americà, Premi Nobel de Medicina o Fisiologia de 2006.[29]
- 1975, Memphis, Tennessee: Koopsta Knicca, raper estatunidenc, membre del grup de rap Three 6 Mafia.
- 1976, Dulwich, Londres: Sally Cecilia Hawkins, actriu anglesa.[30]
- 1985, Londres: Anita Asante, futbolista britànica, defensa, que ha participat en tres Mundials, tres Eurocopes i uns Jocs Olímpics.
- 1986, Moscou: Dinara Safina, jugadora de tennis tàtara (ciutadana russa); fou número 1 del rànquing individual femení.[31]
- 1988 - Austin, Estats Units: Austin Amelio, actor nord-americà.

## Necrològiques
Països Catalans
- 1607 - Vic, Principat de Catalunya: Francesc Robuster i Sala, bisbe català (n. 1544).[32]
- 1903 - Mataró, Maresme: Terenci Thos i Codina, advocat, polític i escriptor català (n. 1841).[33]
- 1940 - Barcelona: Joaquim Mir Trinxet, pintor català (n. 1873).[34]
- 1972 -Sant Cugat del Vallès: Gabriel Ferrater i Soler, poeta, crític, traductor i lingüista català (n. 1922).[35]
- 1999 - Barcelona: Dolors Castelltort i Vila, atleta i jugadora de bàsquet. Va pertànyer al Club Femení i d'Esports (n. 1913).[36]
- 2002 - Sant Feliu de Guíxols, Baix Empordà: Hans Heinrich Thyssen-Bornemisza, industrial i col·leccionista d'art alemany (n. 1921).[37]
- 2003 - València: Presentación Sáez de Descatllar, mestra valenciana i referent del feminisme al País Valencià (n. 1932).[38]

Resta del món
- 1386, Tordesillas, Regne de Castella: Elionor Telles de Menezes, reina consort de Portugal.
- 1404, Halle (Bèlgica): Felip II de Borgonya, duc de Borgonya.
- 1434, Còrsega: Vicentello d'Istria, cap dels corsos partidaris dels catalans, executat pels genovesos, fet que marca la fi de la influència catalana a l'illa.
- 1521, Illa de Cebu, Filipines: Fernão de Magalhães, navegant i descobridor portuguès (n. 1480).[39]
- 1605, Roma, Estats Pontificis: Lleó XI, Papa de Roma (n. 1536).[40]
- 1638, Pequín (Xina): Giacomo Rho, jesuíta italià, matemàtic, missioner a la Xina (n. 1593).[41]
- 1749, Venècia, Regne d'Itàlia: Mekhitar, fundador de l'Orde Mequitarista (n. 1676).[42]
- 1794, Calcuta, Índia britànica: William Jones, filòleg britànic (n. 1746).[43]
- 1800, Sant Petersburg: Yevstigney Fomin, compositor rus del Classicisme.
- 1806, Berlín: Amalie von Gallitzin, escriptora i intel·lectual alemanya.[44]
- 1882, Concord, Massachusetts (EUA): Ralph Waldo Emerson, assagista, filòsof i poeta estatunidenc. Va ser líder del moviment transcendentalista a les primeries del segle xix (n. 1803).[21]
- 1915 (14 d'abril de l'antic calendari), Moscou, Rússia: Aleksandr Skriabin, compositor rus (n. 1872).[45]
- 1922: Hans Mohwinkel, baríton alemany.
- 1937, Roma, Regne d'Itàlia: Antonio Gramsci, escriptor, polític i filòsof italià d'origen sard (n. 1891).[46]
- 1940, Betlem: Karimeh Abbud, fotògrafa professional i artista palestina, de les primeres dones fotògrafes en el món àrab.[47]
- 1944, Auschwitz: Otti Berger, artista tèxtil de la Bauhaus, víctima de l'Holocaust (n. 1898).[48]
- 1962, Guadalajara, Espanya: Carmen Abela y Espinosa de los Monteros, mestra cèlebre per desenvolupar mètodes pedagògics per a l'educació de nens discapacitats.
- 1972, Bucarest,(Romania): Kwame Nkrumah, va ser un dels polítics líders de la independència de Ghana.(n. 1909).[49]
- 1989, Nova York: Julia Smith, pianista, compositora i escriptora musical estatunidenca (n. 1905).[50]
- 1992, Clichy, Île-de-France: Olivier Messiaen, compositor, organista i ornitòleg francès (n. 1908).[19]
- 1997, 
  - Puerto de la Cruz, Espanya: Víctor Arriazu y Calleja, pintor, dibuixant i entintador dels còmic El Capitán Trueno i El Jabato.
  - l'Havana: Dulce María Loynaz, poeta cubana, una de les figures més importants de la lírica d'aquest país (n. 1902).[51]
- 1998, Corbei-Essonnes (França): Dominique Aury, escriptora francesa coneguda per la seua novel·la Història d'O, que va escriure amb el pseudònim Pauline Réage (n. 1907).[52]
- 2002, Century City, Califòrnia: Ruth Handler, empresària estatunidenca, creadora de la nina Barbie (n. 1916).[53]
- 2007, Moscou, Rússia: Mstislav Rostropóvitx, violoncel·lista rus. Premi Internacional Catalunya 1992 (n. 1927).[54]

## Festes i commemoracions
- Koningsdag, "Dia del rei", festiu als Països Baixos.
- Santoral:
  - Mare de Déu de Montserrat, patrona de Catalunya;
  - Sant Germà màrtir,
  - Sant Teodor de Tabenna, monjo egipci;
  - Sant Floribert de Lieja, bisbe;
  - Sant Simeó I de Jerusalem, patriarca (a les esglésies ortodoxes);
  - Sant Pere Ermengol, mercedari (fins al 1969);